# Toulouges (kanton)
Toulouges var en fransk kanton fra 1982 til 2015 beliggende i departementet Pyrénées-Orientales i regionen Languedoc-Roussillon. Kantonen blev nedlagt i forbindelse med en reform, der reducerede antallet af kantoner i Frankrig.
Toulouges bestod af 3 kommuner :
- Toulouges (hovedby) (del af kommunen)
- Canohès
- Pollestres

## Historie
Toulouges blev oprettet 25. januar 1982 efter udskilning fra kantonen Perpignan-V.